# 歸國華僑
歸國華僑（简称归侨）指從海外僑居地回到祖国（籍），並將其作为長期或終身居住地的海外華人。

## 1949年前
歸國華僑其實在清末至民國初年已經出現。當時清朝已接近走向滅亡，而當時中國國内的革命黨務求革命成功，皆請求當時的海外华侨協助。部分华侨為貢獻祖國，不惜隻身回國參與革命運動，開創了歸國華僑的先河。迄於抗日战争时期，东南亚华侨大力支援中国抗战，捐款、捐物，亦有回国直接参加抗战的南洋机工等。

## 1949年后

### 中國大陸
1950年代第二次国共内战後，當時東南亞國家，如印尼、菲律賓等，因政治問題而動蕩不安。而當時部份海外華人深受當時居住地動蕩所影響。加上當時中華人民共和國政府為求在這些地方吸納人才，以彌補內戰人才的流失，所以在東南亞國家大力宣傳，吸引了大量當地華人的關注，乘船乘机回到中國大陸等地，被中國政府分派中國各地開墾或加入政府工作。廣東、福建等地的華僑農場是他們開墾的例子。1955年起，中华人民共和国政府不再承认双重国籍。歸國華僑需選擇加入中國國籍，放棄自身的外國國籍。
他们中的一些人为中华人民共和国体育事业做出了杰出贡献。印尼归侨吴传玉是中华人民共和国首位国际体育比赛冠军、首位参加奥运会的运动员。中国乒坛三杰——容国团、姜永宁和傅其芳皆为香港归侨。印尼归侨湯仙虎是中国大陆1960至70年代著名男子羽毛球运动员。
在中國大陸經歷大躍進、文化大革命時期，归国华侨因其海外背景而受到政治迫害。容国团、姜永宁和傅其芳三人皆在文革中受迫害，最终自杀身亡。部分歸國華僑對大陸政權感到失望，於1970年代離開大陸，到達台灣、香港和澳門等較自由的地區生活，逐漸融入成為當地華人的一分子。他們紛紛組織聯會等組織，維繫關係。
改革开放后，普通民众移民、留学外国的机会增多。已归化外国国籍的华人会选择回国工作，如乒乓球运动员侯美玲、演员张铁林、刘亦菲、吴亦凡等。但由于中华人民共和国政府不再承认双重国籍，又很难取得中华人民共和国公民身份，他们通常以外国公民的身份在中国大陆工作。另有一部分取得外国永久居留权的人士，选择在中国大陆工作、生活，不论他们是否保留或放弃外国永久居留权，通常不会将他们视为归国华侨，譬如中国亿万富豪宗庆后。

### 臺灣
部分海外華人因「崇尚民主自由、來臺求學工作、婚姻、事業有成後返鄉定居」等因素，長期居住於臺灣，並成立華僑協會總會、華僑救國聯合總會、中華民國緬甸歸僑協會、中華民國越南歸僑協會、中華民國印尼歸僑協會、中華民國高棉歸僑協會、中華民國寮國歸僑協會、中華民國臺灣歸僑協會、金門縣華僑協會等若干僑民暨歸僑團體。這些團體多由中華民國僑務委員會主管，協助辦理活動，並提供聯繫服務工作。

## 著名归侨
| 姓名   | 相片 | 说明 |
| ------ | ---- | --- |
| 辜鸿铭 |      | 自称「生在南洋，学在西洋，婚在东洋，仕在北洋」。1885年回中国，被湖广总督张之洞委任为“洋文案”（即外文秘书）。                                         |
| 陳嘉庚 |      | 1910年加入同盟会参与革命。1949年以华侨首席代表身份参加中国人民政治协商会议。1950年回中国定居。1956年-1961年担任中华全国归国华侨联合会主席。          |
| 葉飛   |      | 生于美属菲律宾，1918年回到中国。中国人民解放军开國上將之一。                                                                                         |
| 吴孟超 |      | 英属马来亚归国华侨。中华人民共和国医学家。 |
| 钱学森 |      | 1935年公费赴美进修。1955年以朝鲜战争空战中被俘的多名美军飞行员交换回中国大陆。1991年被授予“国家杰出贡献科学家”荣誉称号，1999年被评为“两弹一星元勋”。 |
| 杨振宁 |      | 中国理论物理学家，2015年放弃美国国籍加入中国籍。 |
| 蕭光琰 |      | 日本華僑，石油化學專家，1951年到中國定居，在大躍進和文革期間都遭受過批鬥，最後在1968年服毒自殺。                                                     |
| 姚期智 |      | 中国计算机科学家，出生于上海，在臺灣長大。1967年毕业于国立臺湾大学，之后赴美国深造。2000年图灵奖得主。2015放弃美国国籍加入中国籍。                   |
| 林軍   |      | 印尼归侨，2008年-2017年担任中华全国归国华侨联合会主席。                                                                                              |

### 引用
1. ↑  顾蔚. . 2013-03-18  [2017-06-17]. （原始内容存档于2019-09-09） （中文（简体））.
2. ↑  . 中華民國僑務委員會. 2017-12-12  [2025-01-21]. （原始内容存档于2025-07-28）.
3. ↑  华声报. . 国务院侨务办公室. 2005-05-23  [2009-07-10]. （原始内容存档于2015-05-12） （中文）.
4. ↑  . 人民网.   [2019-11-04]. （原始内容存档于2016-11-13）.
5. ↑  . 科学网.   [2019-11-04]. （原始内容存档于2019-11-04）.

## 外部連結
- 华侨、外籍华人、归侨、侨眷是指哪些人？ （页面存档备份，存于）
- 歸僑的不歸路？ （页面存档备份，存于）